# Китаєв Арон Львович
Арон Львович Китаєв (11 вересня 1884, місто Павлоград Катеринославської губернії, тепер Дніпропетровської області — 18 квітня 1939, місто Харків) — український радянський діяч, лікар, завідувач гінекологічного відділення першої радянської лікарні імені Фрунзе міста Артемівська Донецької області. Депутат Верховної Ради СРСР 1-го скликання.

## Життєпис
Народився в бідній єврейській родині. У 1904 році закінчив Бахмутську гімназію із золотою медаллю.
Освіта вища медична, у 1910 році закінчив медичний факультет Харківського університету.
З 1910 року працював лікарем у робітничих селещах Донбасу, в 1911 році брав участь у ліквідації епідемії холери в Бахмутському повіті Катеринославської губернії. З 1911 року працював лікарем Зайцевсько-Микитівської лікарської дільниці на Донбасі.
У 1914—1918 роках — військовий лікар у російській імператорській армії, учасник Першої світової війни.
З 1918 року — лікар лікарні єврейського товариства в місті Бахмуті.
З 1921 року — лікар, з 1926 року — завідувач родильного (гінекологічного) відділення першої радянської лікарні імені Фрунзе міста Артемівська (тепер — Бахмута) Донецької області. Одночасно читав лекції в акушерсько-фельдшерській школі міста Артемівська.
Помер 18 квітня 1939 року в місті Харкові після недовготривалої хвороби.

## Нагороди та відзнаки
- грамота Народного комісаріату охорони здоров'я УСРР (1934)